# Svart jul
Svart jul är en dikt från 1917 av den svenske författaren Erik Axel Karlfeldt. Den ger en dyster skildring av julen, vars budskap överskuggas av det pågående första världskriget.
Den trycktes i tidskriften Hela världen inför julen 1917 och året därpå i diktsamlingen Flora och Bellona. Den finns tonsatt och framförd av Lars Anders Johansson på albumet Renässans från 2015.